# Методи регулювання сімейно-правових відносин

## Методи регулювання сімейно-правових відносин
Однією з необхідних  ознак кожної галузі права є метод регулювання суспільних відносин. Метод дає змогу відрізнити одну галузь права від іншої. Тому у сімейному праві постала проблема пов`язана  з методом регулювання сімейних відносин. Досить довгий час існувала думка про те, що сімейне право є підгалуззю цивільного права. Проте предмет сімейного права унеможливив ототожнити його із цивільним правом. Адже предметом сімейного права є майнові і немайнові відносини, які витікають із шлюбу, сімейних відносин, рідства. Тобто суб'єктами правовідносин виступають безпосередньо рідні або близькі люди. Що стосується методу сімейного права, то потрібно перш за все визначити які існують  методи взагалі і що вони собою являють.

##### Як відомо, існує два методи правового регулювання суспільних відносин
1. імперативний
2. диспозитивний

І.А Покровський найкраще розкрив суть цих методів, і на його думку, імперативне регулювання здійснюється "виключно велінням, що виходить з одного-єдиного центру,яким є державна влада. Ця остання своїми нормами вказує кожній окремій особі його юридичне місце, його права та обов'язки по відношенню до цілого державного організму і до окремих осіб. Тільки від неї, від державної влади, можуть виходити вказівки, що визначають положення кожної окремої людини в даній сфері відносин, і це положення не може бути змінено жодною приватною волею, ніякою приватною угодою. Регулюючи всі ці відносини за власним рішенням і виключно своєю волею, державна влада принципово не допускає в цих областях поряд з собою ніякої іншої волі, ніякої іншої ініціативи. Тому норми ,які виходять від державної влади  мають  безумовний, примусовий характер". Проте якби імперативний метод застосовувався в сімейному праві, то він би призвів до знехтування волі учасників правовідносин. Що ж стосувалося диспозитивного методу, то все відбувалось навпаки. І ось що з цього приводу І.А Покровський вважає:«Тут державна влада принципово утримується від безпосереднього владного регулювання відносин. Тут вона не ставить себе подумки в становище єдиного визначального центру, а навпаки, надає таке регулювання безлічі інших маленьких центрів. Ці маленькі центри передбачаються носіями власної волі і власної ініціативи, і саме їм надано регулювання взаємних відносин між собою. Держава не визначає цих відносин , а лише займає положення органу, який охороняє те, що буде визначено іншими. Вона не наказує приватній особі стати власником, спадкоємцем, одружитися; все це залежить від самого приватної особи або декількох приватних осіб, але державна влада охоронятиме те ставлення, яке буде встановлене приватною волею. Якщо вона і дає свої визначення, то, за загальними правилами. З вище сказаного ми бачимо, що диспозитивний метод розширює права учасників відносин та дає можливість дійти консенсусу а також вирішити ту чи іншу ситуацію на свій власний розсуд, так як буде зручно обом сторонам.

##### Методу сімейно-правового регулювання,як і іншим методам притаманно ряд особливостей
1) юридична рівність учасників правовідносин;
2)диспозитивність поведінки у сімейно-правових відносинах

3)незалежність волі кожного з учаників правовідносин;
4)регулювання ситуації враховуючи конкретні життєві обставини
Підводячи риску під вище сказаним і беручи до уваги той факт, що держава намагається йти в ногу із сучасністю можна зробити висновок, що в сучасних умовах переходу від командно-адміністративних методів державного регулювання сімейних правовідносин у сторону пріоритету особистих прав, що забезпечує всебічний захист приватного життя особи і невтручання держави до її сімейних стосунків, домінуюче місце у сімейному займає диспозитивний метод. Проте, існує ціла низка сімейних відносин, які підлягають регулюванню імперативними методами, що свідчить про комплексний ситуативний характер методів сімейно-правового регулювання і визначає галузеву самостійність сімейного права України.